# Драго, Рассел Стивен
Рассел Стивен Драго (англ. Russell Stephen Drago, 5 ноября 1928 — 5 декабря 1997) — американский профессор неорганической химии и изобретатель, подал 17 патентов.

## Биография
В 1950 женился на Рут Энн Беррилл (29 января 1929 — 9 ноября 2013), они оставались женатыми 47 лет до его смерти. У них было четверо детей: Патти Куба (Драго), Стив, Пол и Роберт. В июне 1950 окончил Массачусетский университет в Амхерсте со степенью бакалавра химии. После окончания службы в ВВС США поступил в Университет штата Огайо по закону о военнослужащих, защитив докторскую диссертацию по теме «Исследования по синтезу хлорамина и гидразина» 17 декабря 1954 под руководством профессора Гарри Холла Сислера. В 1955 принят на работу в Иллинойсский университет в Урбане-Шампейне на химический факультет, где оставался до 1982. В 1966 опубликовал учебник «Физические методы в неорганической химии». В 1982 перешёл в Университет Флориды в качестве исследователя химии. Был наставником более 130 аспирантов, основал Florida Catalysis Conference Foundation, Inc.

## Публикации
Является автором более десятка учебников и четырёхсот исследовательских документов, опубликованных на нескольких языках.